# UQ Holder!
UQ Holder! (ユーキューホルダー!?, Yūkyū Horudā!) è un manga shōnen scritto e disegnato da Ken Akamatsu, pubblicato a partire dal 28 agosto 2013 sulla rivista Weekly Shōnen Magazine di Kōdansha per poi spostarsi su Bessatsu Shōnen Magazine dall'ottobre 2016 al febbraio 2022, mentre il primo volume è stato pubblicato nel dicembre 2013. Un adattamento anime, realizzato da J.C.Staff, è stato trasmesso dal 2 ottobre al 18 dicembre 2017, mentre tre episodi OAV sono stati pubblicati tra l'8 settembre dello stesso anno e l'8 giugno 2018.
La storia si svolge ottanta anni dopo la conclusione di Negima, in un futuro in cui l'esistenza della magia è, da una decina d'anni, divenuta di dominio pubblico. La storia si concentra sul giovane Tōta Konoe, un ragazzo sotto la cura della sua tutrice Evangeline A.K. McDowell.

## Trama
Il giovane Tōta sogna di raggiungere una torre alta fino al cielo visibile fin dal proprio villaggio. A questa idea, Yukihime, insegnante nel villaggio e custode di Tōta, si oppone fortemente, impedendogli di partire. Dopo la morte di un killer che ha tentato di assalire i due, Tōta, dopo essere stato ferito a morte, viene trasformato da Yukihime in uno shinso ovvero un vampiro in grado di sopportare la luce del Sole. Durante il viaggio verso la torre, incontrano Kurōmaru, un giovane cacciatore di immortali e un immortale a sua volta il quale sconfitto da Tōta, accetta di aggregarsi a loro. Inizia così il viaggio dei tre verso la torre

## Personaggi
Tōta Konoe (近衛 刀太?, Konoe Tōta)
Doppiato da: Yuka Takakura
È uno studente quattordicenne orfano e non conserva alcun ricordo dei suoi genitori. Ha una tutrice, Yukihime, e si riferisce a Negi Springfield con l'appellativo "nonnino". Dopo aver rischiato di morire, viene trasformato da Yukihime in un vampiro, divenendo immortale. È sempre allegro ed ottimista. Utilizza una spada che può cambiare peso a seconda del volere del suo proprietario.
Man mano che la storia procede, la storia delle sue origini viene messa in dubbio e complicata da nuove informazioni, apparentemente contraddittorie.
Yukihime (雪姫?)
Doppiata da: Yuki Matsuoka
Insegnante e tutrice di Tōta. Ha l'aspetto di una donna giovane e piacente ed è apparentemente molto versata nelle arti della magia, più di una persona comune. Yukihime, il cui significato principessa delle nevi, è solo uno pseudonimo mentre il suo vero nome è Evangeline A.K. McDowell (エヴァンジェリン・A.K.・マクダウェル?, Evanjerin A.K. Makudaweru).
Kurōmaru Tokisaka (時坂 九郎丸?, Tokisaka Kurōmaru)
Doppiato da: Yūki Hirose
È un cacciatore di immortali che combatte utilizzando una spada e le tecniche della scuola Shinmei. Di aspetto androgino, afferma di essere un maschio, ma spesso è identificato come una fanciulla, fornendo un motivo costante di imbarazzo.
Karin Yūki (結城夏凛?, Yūki Karin)
Doppiata da: Yui Ogura
Fa parte dell'organizzazione UQ Holder. Ha sempre un volto impassibile ma è tutt'altro che priva di emozioni: nutre una gelosia morbosa contro le persone che hanno uno stretto rapporto con Yukihime, a cui è devota. Ha una maledizione divina che le rende il corpo indistruttibile da qualsiasi tipo di arma; prova comunque dolore. La sua arma preferita è un martello di legno.
Santa Sasaki (佐々木 三太?, Sasaki Santa)
Era uno studente assassinato da alcuni bulli, e trasformatosi in un revenant ("ritornante"). Ha capelli lunghi e scuri e dentatura a sega. Può volare, diventare incorporeo e possedere persone.
Dana Ananga Jagannatha (ダーナ・アナンガ・ジャガンナータ?, Dāna Ananga Jagannāta)
Nota anche come "la Strega del Rift" (狭間の魔女?, Hazama no majo), è un vampiro come Evangeline, ma molto più antica. Il suo aspetto è variabile, ma si presenta abitualmente come una massiccia donna di mezza età. Dichiara di essere stata l'insegnante di Evangeline e sottopone Tota, Kurōmaru e altri giovani immortali ad allenamenti pesantissimi. La sua personalità appare estroversa, dispettosa e a dir poco invadente.

## Media

### Manga
Il manga è stato serializzato sulla rivista Weekly Shōnen Magazine dal numero 39 del 2013 uscito il 28 agosto 2013 all'8 febbraio 2022. I capitoli sono stati raccolti in ventotto volumi tankōbon pubblicati dal 17 dicembre 2013 al 9 marzo 2022.
In Italia la serie è stata pubblicata da RW Edizioni sotto l'etichetta Goen nella collana Nyu Supplement dal 9 aprile 2016 al 3 novembre 2023.
La serie è stata pubblicata negli Stati Uniti da Kodansha USA col primo volume pubblicato sia in formato cartaceo sia in formato e-book a marzo 2014 mentre Crunchyroll si occupa della traduzione in streaming dei capitoli settimanali a partire dal 30 ottobre 2013. La serie è stata pubblicata anche in Taiwan da Tong Li Publishing ed in Francia da Pika Edition dal 1º ottobre 2014.

#### Volumi
| 1  | 17 dicembre 2013 | ISBN 978-4-06-394990-2                                                      | 9 aprile 2016    | ISBN 978-88-6712-454-1 |
| 1  | Capitoli - 1. (美女と少年?, Bijo to shōnen) - 2. (不老不死なんて！?, Furōfushi nante!) - 3. (仲良くできると思った?, Nakayoku dekiru to omotta) - 4. (刀太の奇策?, Tōta no kisaku) - 5. (旅の休息、男のロマン?, Tabi no kyūsoku, otokonoroman) - 6. (一寸先は？?, Itsusunsaki wa?) |                                                                             |                  |                        |
| 2  | 17 marzo 2014 | ISBN 978-4-06-395037-3                                                      | 12 agosto 2016   | ISBN 978-88-6712-487-9 |
| 2  | Capitoli - 7. (UQホルダー?, Yūkyū Horudā) - 8. (リーダーの力?, Rīdā no chikara) - 9. (修行開始?, Shugyō kaishi) - 10. (重力剣?, Jūryoku ken) - 11. (魔獣退治?, Majū taiji) - 12. (初任務?, Hatsu ninmu) - 13. (負けられない?, Makerarenai) - 14. (魔法アプリ?, Mahō Apuri) - 15. (修行の成果?, Shugyō no seika) - 16. (盲目の不死狩り?, Mōmoku no fushigari) - 17. (刺客襲来?, Shikaku shūrai) |                                                                             |                  |                        |
| 3  | 17 giugno 2014 | ISBN 978-4-06-395085-4                                                      | 28 ottobre 2016  | ISBN 978-88-6712-517-3 |
| 3  | Capitoli - 18. (友達だよね？?, Tomodachi da yo ne?) - 19. (やるしかない?, Yaru shika nai) - 20. (鋼鉄の聖女?, Kōtetsu no seijo) - 21. (刀太復活?, Tōta fukkatsu) - 22. (ないもの同士?, Nai mono dōshi) - 23. (刀太VS灰斗?, Tōta VS Kaito) - 24. (闇の魔法?, Magia Erebea) - 25. (世界を掴む?, Sekai o tsukamu) - 26. (夏凛の危機?, Karin no kiki) - 27. (刀太VS南雲?, Tōta VS Nagumo) - 28. (ナンバーズ、来る！?, Nanbāzu, kitaru!) |                                                                             |                  |                        |
| 4  | 17 settembre 2014 | ISBN 978-4-06-395191-2                                                      | 25 novembre 2016 | ISBN 978-88-6712-565-4 |
| 4  | Capitoli - 29. (ナンバーズ達の実力?, Nanbāzu-tachi no jitsuryoku) - 30. (戦いの後には?, Tatakai no ato ni wa) - 31. (新たなナンバーズ?, Aratana Nanbāzu) - 32. (桜雨キリヱの正体?, Sakurame Kiriwe no shōtai) - 33. (リセットOK!?, Risetto OK!) - 34. (キモ刺客、再び！?, Kimo shikaku, futatabi!) - 35. (避けるべき未来?, Sakerubeki mirai) - 36. (切り絵の秘策...!?, Kirie no hisaku...!) - 37. (フェイト・アーウェルンクス?, Feito Āuerunkusu) - 38. (作戦決行!!?, Sakusen kekkō!!) - 39. (戦闘続行！！?, Sentō zokkō!!) - 40. (あの時?, Ano toki)                                         |                                                                             |                  |                        |
| 5  | 17 dicembre 2014 | ISBN 978-4-06-395269-8                                                      | 23 dicembre 2016 | ISBN 978-88-6712-566-1 |
| 5  | Capitoli - 41. (20年目の邂逅?, 20-nen-me no kaikō) - 42. (フェイトへの質問?, Feito e no shitsumon) - 43. (潜入捜査?, Sennyū sōsa) - 44. (学園都市のルール?, "Gakuen toshi no rūru) - 45. (連続殺人?, Renzoku satsujin) - 46. (超能力者?, Chōnōryoku-sha) - 47. (超能力者VS.不死者?, Chōnōryoku-sha VS. Fushisha) - 48. (楽しい記憶?, Tanoshii kioku) - 49. (事件の真相?, Jiken no shinsō) - 50. (真犯人?, Shinhannin) - 51. (小夜子と三太?, Sayoko to Santa) |                                                                             |                  |                        |
| 6  | 17 marzo 2015 | ISBN 978-4-06-395349-7                                                      | 6 gennaio 2017   | ISBN 978-88-6712-577-7 |
| 6  | Capitoli - 52. (襲われた街?, Osowareta machi) - 53. (希望はやって来る?, Kibō wa yattekuru) - 54. (ゾンビ化?, Zonbi-ka) - 55. (さようなら?, Sayōnara) - 56. (小夜子と三太?, Sayoko to Santa) - 57. (戦闘激化?, Sentō gekika) - 58. (能力×空中戦?, Nōryoku × kūchū-sen) - 59. (盟友として?, Meiyū to shite) - 60. (全て終わり?, Subete owari) - 61. (九郎丸の苦悩?, Kurōmaru no kunō) - 62. (一層賑やかに?, Issō nigiyaka ni) |                                                                             |                  |                        |
| 7  | 17 giugno 2015 | ISBN 978-4-06-395421-0                                                      | 7 aprile 2017    | ISBN 978-88-6712-593-7 |
| 7  | Capitoli - 63. (とんでもなく強ぇ姉ちゃん?, Tondemonaku tsuee nēchan) - 64. (まほら武道会?, Mahora budōkai) - 65. (ネギ・スプリングフィールド?, Negi Supuringufīrudo) - 66. (関係の名前?, Kankei no namae) - 67. (家出してみたら?, Iede shite mitara) - 68. (予選会?, Yosenkai) - 69. (アプリ使用?, Apuri shiyō) - 70. (襲撃者?, Shūgekisha) - 71. (刀太の真実?, Tōta no shinjitsu) - 72. (仲間思い?, Nakama omoi) - 73. (認識?, Ninshiki) - 74. (悪夢の回避?, Akumu no kaihi) |                                                                             |                  |                        |
| 8  | 17 settembre 2015 | ISBN 978-4-06-395484-5                                                      | 21 aprile 2017   | ISBN 978-88-6712-617-0 |
| 8  | Capitoli - 75. (トーナメント戦?, Tōnamento-sen) - 76. (昨日の敵は今日の師?, Kinō no teki wa kyō no shi) - 77. (貴族の強さ?, Kizoku no tsuyosa) - 78. (雪姫とリフトの魔女?, Yukihime to rifuto no majo) - 79. (スパルタトレーニング?, Suparuta Torēningu) - 80. (一歩前進?, Ippo zenshin) - 81. (修行の意味?, Shugyō no imi) - 82. (苦難すべての周り?, Kunan subete no mawari) - 83. (眠れる森の美女?, Nemureru mori no bijo) - 84. (キティの希望と絶望?, Kiti no kibō to zetsubō) - 85. (何年過ぎても会いたかった?, Nannen sugite mo aitakatta)                                               |                                                                             |                  |                        |
| 9  | 17 dicembre 2015 | ISBN 978-4-06-395563-7                                                      | 5 maggio 2017    | ISBN 978-88-6712-660-6 |
| 9  | Capitoli - 86. (縮まったり遠のいたり?, Chijimattari tōnoitari) - 87. (約束を果たすため?, Yakusoku wo hatasu tame) - 88. (キリヱの能力、炸裂?, Kirie no nōryoku, sakuretsu) - 89. (強すぎる敵の倒し方?, Tsuyosugiru teki no taoshi-kata) - 90. (修行の成果?, Shugyō no seika) - 91. (一難倒して、また一難?, Ichinan taoshite, mata ichinan) - 92. (驚きの再会?, Odoroki no saikai) - 93. (過去で会えたら?, Kako de aetara) - 94. (追い求める影?, Oimotomeru kage) - 95. (騒がしさがやって来る?, Sawagashisa ga yattekuru) - 96. (刀太の叫び?, Tōta no sakebi)                                  |                                                                             |                  |                        |
| 10 | 17 marzo 2016 | ISBN 978-4-06-395620-7                                                      | 7 settembre 2020 | ISBN 978-88-6712-977-5 |
| 10 | Capitoli - 97. (突然のお客様?, Totsuzen no okyaku-sama) - 98. (いらっしゃいませ、お客様?, Irasshaimase, okyaku-sama) - 99. (熱戦・激戦?, Nessen - Gekisen) - 100. (裸の突き合い?, Hadaka no tsukiai) - 101. (九郎丸くんの苦労?, Kurōmaru-kun no kurō) - 102. (女装九郎丸、デートする?, Josō Kurōmaru, dēto suru) - 103. (守りたい？ 守られたい？?, Mamoritai? Mamoraretai?) - 104. (焦りと油断、禁物?, Aseri to yudan, kinmotsu) - 105. (時間停止で２人きり?, Jikan teishi de futari kiri) - 106. (一緒に寝て?, Issho ni nete) - 107. (一言申す?, Hitokoto mousu)                             |                                                                             |                  |                        |
| 11 | 15 luglio 2016 | ISBN 978-4-06-395712-9                                                      | 21 dicembre 2020 | ISBN 978-88-6712-702-3 |
| 11 | Capitoli - 108. (チャラ男出現?, Chara-o shutsugen) - 109. (素直は危険?, Sunao na kiken) - 110. (雪姫の告白?, Yukihime no kokuhaku) - 111. (まほら武道会会場入り?, Mahora budōkai kaijō-iri) - 112. (麻帆良学園３－Ａの生徒達?, Mahora gakuen 3-A seito-tachi) - 113. (強引にいきましょう?, Gōin ni ikimashō) - 114. (ネギのために?, Negi no tame ni) - 115. (思考停止。色々停止?, Jikō teishi, iroiro teishi) - 116. (解決法?, Kaiketsuhō) - 117. (発動条件は。?, Hatsudō jōken wa.) - 118. (敵方の正体?, Tekigata no shōtai)                                                                 |                                                                             |                  |                        |
| 12 | 17 novembre 2016 | ISBN 978-4-06-395801-0                                                      | 29 gennaio 2021  | ISBN 978-88-6712-792-4 |
| 12 | Capitoli - 119. (刀太とキリヱはどっちなの？?, Tōta to Kirie wa docchi na no?) - 120. (スピーダーで三つ巴?, Supīdā de mitsu-domoe) - 121. (スピーダーですぽぽぽん?, Supīdā desu popopon) - 122. (みぞれの想い人ですもの！?, Mizore no omoi hito desu mono!) - 123. (三つの刀太の願い！?, Mittsu no Tōta no negai!) - 124. (そうやって決まります！！?, Sou yatte kimarimasu!!) - 125. (時間停止能力者・カトラス?, Jikan teishi nōryoku-sha - Katorasu) - 126. (すべては始まり?, Subete wa hajimari) - 127. (お久しぶりです?, O-hisashiburi desu) - 128. (我ら UQ HOLDER!?, Warera Yūkyū Horudā) |                                                                             |                  |                        |
| 13 | 7 aprile 2017 | ISBN 978-4-06-395908-6                                                      | 26 marzo 2021    | ISBN 978-88-9284-055-3 |
| 13 | Capitoli - 129. (刀太とネギ?, Tōta to Negi) - 130. (卑劣な攻撃?, Hiretsu na kōgeki) - 131. (姫御子の願いと策?, Himiko no negai to saku) - 132. (ネギ救出作戦?, Negi kyūshutsu sakusen) |                                                                             |                  |                        |
| 14 | 8 settembre 2017 (ed. regolare) 7 settembre 2017 (ed. limitata) | ISBN 978-4-06-510179-7 (ed. regolare) ISBN 978-4-06-397034-0 (ed. limitata) | 16 aprile 2021   | ISBN 978-88-9284-059-1 |
| 14 | Capitoli - 133. (長き37秒?, Nagaki 37-byō) - 134. (久しぶり?, Hisashiburi) - 135. (甚兵衛の能力炸裂パニック！?, Jinbee no nōryoku sakuretsu panikku!) - 136. (オトナの階段を駆け上がれ?, Otona no kaidan o kakeagare) |                                                                             |                  |                        |
| 15 | 9 novembre 2017 | ISBN 978-4-06-510380-7                                                      | 30 aprile 2021   | ISBN 978-88-9284-096-6 |
| 15 | Capitoli - 137. (あの日の決意?, Ano hi no ketsui) - 138. (決死の告白?, Kesshi no kokuhaku) - 139. (父と息子の邂逅?, Chichi to musuko no kaigō) - 140. (ヨルダとの決着?, Yoruda no kecchaku) |                                                                             |                  |                        |
| 16 | 9 marzo 2018 | ISBN 978-4-06-511061-4                                                      | 18 giugno 2021   | ISBN 978-88-9284-340-0 |
| 16 | Capitoli - 141. (夢に向かって?, Yume ni mukatte) - 142. (憎しみから生まれたもの?, Nikushimi kara umareta mono) - 143. (人間以上の力をもって?, Ningen ijō no chikara wo motte) - 144. (１万人救出作戦?, Ichiman-nin kyūshutsu sakusen) |                                                                             |                  |                        |
| 17 | 8 giugno 2018 | ISBN 978-4-06-511572-5 (ed. regolare) ISBN 978-4-06-397036-4 (ed. limitata) | 18 giugno 2021   | ISBN 978-88-9284-127-7 |
| 17 | Capitoli - 145. (百万人か。千人か。キリヱか。?, Hyakuman-nin ka. Sen-nin ka. Kirie ka.) - 146. (命の残機、放出?, Inochi no zanki, hōshutsu) - 147. (メモリー?, Memorī) - 148. (運命の分かれ道?, Unmei no wakare michi) |                                                                             |                  |                        |
| 18 | 9 ottobre 2018 | ISBN 978-4-06-512985-2                                                      | 16 luglio 2021   | ISBN 978-88-9284-148-2 |
| 18 | Capitoli - 149. (世界を救う英雄は?, Sekai wo sukuu eiyū wa) - 150. (選択とは、分かれ道?, Sentaku to wa, wakare Michi) - 151. (告白します?, Kokuhakushimasu) - 152. (神の愛?, Kami no ai) |                                                                             |                  |                        |
| 19 | 8 febbraio 2019 | ISBN 978-4-06-513866-3                                                      | 15 ottobre 2021  | ISBN 978-88-9284-176-5 |
| 19 | Capitoli - 153. (魔法使い共?, Mahōtsukai-domo) - 154. (魔王誕生の軌跡?, Maō tanjō no kiseki) - 155. (神と意地の張り合い?, Kami to iji no hariai) - 156. (永い永い３時間?, Nagai nagai 3-jikan) |                                                                             |                  |                        |
| 20 | 7 giugno 2019 | ISBN 978-4-06-515302-4                                                      | 29 ottobre 2021  | ISBN 978-88-9284-193-2 |
| 20 | Capitoli - 157. (最初の獲物?, Saisho no Tāgetto) - 158. (ナンバー８?, Nanbā 8) - 159. (切り札の正体?, Kirifuda no tane) - 160. (UQホルダーvs.UQホルダー?, UQ Horudā vs. UQ Horudā) |                                                                             |                  |                        |
| 21 | 9 ottobre 2019 | ISBN 978-4-06-517154-7                                                      | 17 dicembre 2021 | ISBN 978-88-9284-195-6 |
| 21 | Capitoli - 161. (強さの底?, Tsuyosa no soko) - 162. (イレカエ?, Irekae) - 163. (不死人同士?, Fushibito dōshi) - 164. (結集?, Kesshū) |                                                                             |                  |                        |
| 22 | 7 febbraio 2020 | ISBN 978-4-06-518165-2                                                      | 30 dicembre 2021 | ISBN 978-88-9284-220-5 |
| 22 | Capitoli - 165. (人間が好き?, Ningen ga suki) - 166. (祝杯?, Shukuhai) - 167. (新オスティア?, Shin Osutia) - 168. (幸せのかたち?, Shiawase no katachi) |                                                                             |                  |                        |
| 23 | 9 luglio 2020 | ISBN 978-4-06-519302-0                                                      | 28 gennaio 2022  | ISBN 978-88-9284-250-2 |
| 23 | Capitoli - 169. (不死狩り?, Fushigari) - 170. (不死祓い?, Fushi-barai) - 171. (不死の怪物?, Fushi no kaibutsu) - 172. (不死狩りの神刀?, Fushigari no shintō) |                                                                             |                  |                        |
| 24 | 9 novembre 2020 | ISBN 978-4-06-521109-0                                                      | 18 marzo 2022    | ISBN 978-88-9284-270-0 |
| 24 | Capitoli - 173. (地獄の特訓?, Jigoku no tokkun) - 174. (みぞれとしのぶ?, Mizore to Shinobu) - 175. (2131年?, 2131-nen) - 176. (痛み?, Itami) |                                                                             |                  |                        |
| 25 | 9 marzo 2021 | ISBN 978-4-06-522658-2                                                      | 22 aprile 2022   | ISBN 978-88-9284-362-2 |
| 25 | Capitoli - 177. (最後の一人?, Saigo no hitori) - 178. (40年の遅刻?, 40-nen no chikoku) - 179. (アカシャの天輪?, Akasha no tenwa) - 180. (再会?, Saikai) |                                                                             |                  |                        |
| 26 | 9 luglio 2021 | ISBN 978-4-06-524005-2                                                      | 29 aprile 2022   | ISBN 978-88-9284-364-6 |
| 26 | Capitoli - 181. (45年前の真相?, 45-nen mae no shinsō) - 182. (虚空の果て?, Kokū no hate) - 183. (麻帆良学園の闘い?, Mahoragakuen no tatakai) - 184. (キリエの場合?, Kirie no baai) |                                                                             |                  |                        |
| 27 | 9 novembre 2021 | ISBN 978-4-06-525939-9                                                      | 28 ottobre 2022  | ISBN 978-88-9284-442-1 |
| 27 | Capitoli - 185. (作戦決行?, Sakusen kekkō) - 186. (ゲンゴロウの世界線?, Gengorō no sekai-sen) - 187. (完全なる世界?, Kanzen'naru sekai) - 188. (見たかった景色?, Mitakatta keshiki) |                                                                             |                  |                        |
| 28 | 9 marzo 2022 | ISBN 978-4-06-527262-6                                                      | 3 novembre 2023  | ISBN 978-88-9284-512-1 |
| 28 | Capitoli - 189. (完全なる世界(コズモエンテレケイア)?, Kanzen'naru sekai) - 190. (最終決戦?, Saishū kessen) - 191. (明日へ?, Ashita e) - 192. (時空を超えて?, Jikū o koete) |                                                                             |                  |                        |

### Anime
Un adattamento anime del manga fu annunciato sul trentesimo numero di Weekly Shōnen Magazine del 2016, successivamente è stato rilevato ad essere una serie televisiva e un OAV. La serie televisiva anime, prodotta da Egg Firm e diretta da Yōhei Suzuki presso J.C.Staff, è stata trasmessa dal 2 ottobre al 18 dicembre 2017, mentre tre episodi OAV sono stati pubblicati su DVD tra l'8 settembre dello stesso anno e l'8 giugno 2018.

#### Episodi
| Nº | Titolo italiano (traduzione letterale) Giapponese 「Kanji」 - Rōmaji                                        | In onda          | In onda |
| Nº | Titolo italiano (traduzione letterale) Giapponese 「Kanji」 - Rōmaji                                        | Giapponese       |         |
| 1  | La bella e il ragazzino 「美女と少年」 - Bijo to shōnen                                                     | 2 ottobre 2017   |         |
| 2  | Si diventa amici dopo un incontro senza veli 「裸で出会えば友達になる」 - Hadaka de deaeba dachi ni naru    | 9 ottobre 2017   |         |
| 3  | Il palazzo degli immortali 「不死人たちの城」 - Fu shinin tachi no shiro                                    | 16 ottobre 2017  |         |
| 4  | Invasione d'assassini 「刺客襲来」 - Shikaku shūrai                                                         | 23 ottobre 2017  |         |
| 5  | Magia Erebea 「闇の魔法」 - Magia Erebea                                                                    | 30 ottobre 2017  |         |
| 6  | I problemi di Kurōmaru 「九郎丸は苦労する」 - Kurōmaru wa kurō suru                                         | 6 novembre 2017  |         |
| 7  | Reset & Restart 「リセット＆リスタート」 - Risetto & Risutāto                                               | 13 novembre 2017 |         |
| 8  | La strategia per catturare Fate 「フェイト捕獲作戦」 - Feito hokaku sakusen                                 | 20 novembre 2017 |         |
| 9  | L'amore e gli esercizi fisici nella vasca da bagno 「恋とお風呂の反復運動」 - Koi to o furo no hanpuku undō | 27 novembre 2017 |         |
| 10 | Benvenuti all'Accademia Mahora 「麻帆良学園へようこそ」 - Mahora Gakuen e yōkoso                            | 4 dicembre 2017  |         |
| 11 | La storia del suo amore 「彼女の恋の物語」 - Kanojo no koi no monogatari                                    | 11 dicembre 2017 |         |
| 12 | Adeat! Sentimenti che durano nel tempo 「来れ! 尽きせぬ想い」 - Adeatto! Tsuki senu omoi                    | 18 dicembre 2017 |         |

#### OAV
| Nº | Titolo italiano (traduzione letterale) Giapponese 「Kanji」 - Rōmaji                     | Prima edizione   | Prima edizione |
| Nº | Titolo italiano (traduzione letterale) Giapponese 「Kanji」 - Rōmaji                     | Giapponese       |                |
| 1  | Amor Primus〜Primo amore〜 「amor primus〜初恋〜」 - amor primus〜Hatsukoi〜             | 8 settembre 2017 |                |
| 2  | Eterno primo bacio in un momento 「Setsuna de eien no first kiss」                       | 9 marzo 2018     |                |
| 3  | Il segreto della senpai Karin che non può essere detto 「Karin-senpai no ienai himitsu」 | 8 giugno 2018    |                |

## Accoglienza
Dopo la prima settimana di vendita, il primo volume ha superato le 65.000 copie vendute, il secondo ed il terzo hanno superato le 70.000, con quest'ultimo che ha superato le 90.000 copie totali nella seconda settimana di vendita, mentre il quarto volume ha raggiunto le 87.795 copie vendute nella seconda settimana di vendita. Negli Stati Uniti, il primo volume si è classificato quinto nella sua prima settimana di vendita, mentre il secondo ed il terzo rispettivamente si sono piazzati settimi. e decimo
Il manga è stato apprezzato per il disegno, pulito e dinamico, unito alla presenza dello splatter e di un tasso di violenza più alto rispetto a quello presente in Negima, da cui è differente anche la presenza di fanservice che viene ridotto al minimo, anche se successivamente raggiunge livelli superiori di quelli visti in Negima!. Viene invece ritenuto negativo il comportamento di Tōta che prende le cose con troppa leggerezza mentre in alcuni frangenti dovrebbe mostrare più serietà.